# Antioquita punctigera
Antioquita punctigera es una especie de insecto blatodeo de la familia Blaberidae, subfamilia Epilamprinae.

## Distribución geográfica
Se pueden encontrar en Colombia.